# Danh sách giải thưởng và đề cử của Green Day
Green Day là một ban nhạc Rock của Mỹ được thành lập vào năm 1987 tại East Bay, California. Ban nhạc bao gồm các thành viên Billie Joe Armstrong (hát chính, chơi guitar), Mike Drint (hát bè, chơi guitar bass), Tré Cool (chơi trống và bộ gõ) và Jason White (hát bè, chơi guitar chính). Green Day đã cho ra mắt 12 album phòng thu, trong đó tiêu biểu là: American Idiot (2004), 21st Breakdown Century (2009), bộ ba ¡Uno! , ¡Dos! , ¡Tré! (2012) và cả album demolicious vào năm 2014. Hai album đầu tiên đều được phát hành vào ngày Lookout! và lập nên kỷ lục về doanh thu, trong khi các album còn lại được phát hành trên Reprise Record.
Green Day đã đạt nhiều thành công vang dội tại Giải Video Âm nhạc MTV khi nhận được 9 đề cử cho "Basket Case", đĩa đơn thứ hai từ album Dookie, và 8 giải thưởng cho "Boulevard of Broken Dreams", đĩa đơn thứ hai từ album American Idiot. Ban nhạc cũng đã giành được 6 giải Grammy từ 20 đề cử. Tại Giải thưởng Âm nhạc Mỹ, ban nhạc cũng đã thắng 6 giải thưởng bao gồm "Nghệ sĩ Alternative yêu thích nhất", giải thưởng lần cuối họ giành được vào năm 2005. Green Day còn nhận được 9 đề cử Giải Billboard Music năm 2005, và có 7 chiến thắng trong đêm trao giải, bao gồm "Nghệ sĩ Rock của năm" và "Ca khúc Rock của năm".

## Giải thưởng Âm nhạc Mỹ
Giải thưởng Âm nhạc Mỹ là một giải thưởng Âm nhạc danh giá ra đời năm 1973 do Dick Clark sáng lập. Green Day đã thắng 4 giải trong 11 lần đề cử.
| 1995                                          |           |
| Green Day                                     |           |
| Nghệ sĩ Alternative yêu thích nhất            | Đoạt giải |
| 1996                                          |           |
| Green Day                                     |           |
| Nghệ sĩ Alternative yêu thích nhất            | Đề cử     |
| Nghệ sĩ Heavy Metal/ Hard Rock yêu thích nhất | Đề cử     |
| Nghệ sĩ Alternative yêu thích nhất            | Đề cử     |
| 1998                                          |           |
| Green Day                                     |           |
| Nghệ sĩ Alternative yêu thích nhất            | Đề cử     |
| 1999                                          |           |
| Green Day                                     |           |
| Nghệ sĩ Alternative yêu thích nhất            | Đề cử     |
| 2005                                          |           |
| American Idiot                                |           |
| Album Pop/ Rock yêu thích nhất                | Đoạt giải |
| Green Day                                     |           |
| Nghệ sĩ của năm                               | Đề cử     |
| Ban nhạc Pop/ Rock yêu thích nhất             | Đề cử     |
| Nghệ sĩ Alternative yêu thích nhất            | Đoạt giải |
| 2009                                          |           |
| Green Day                                     |           |
| Nghệ sĩ Alternative Roc yêu thích nhất        | Đoạt giải |

## Giải Âm nhạc ASCAP Pop
Giải Âm nhạc ASCAP Pop là một giải thưởng danh giá được trao hàng năm và tài trợ bởi Hiệp Hội Các Nhà Soạn Nhạc, Nhà Phê Bình Và Nhà Sản Xuất. Green Day đã nhận được 2 giải thưởng.
| 2005                         |           |
| "Boulevard of Broken Dreams" |           |
| Bài hát của năm              | Đoạt giải |
| Green Day                    |           |
| Giải âm thanh sáng tạo nhất  | Đoạt giải |

## Giải Âm nhạc Billboard
Giải Âm nhạc Billboard là giải thưởng danh giá được trao hàng năm và tài trợ bởi tạp chí Billboard từ năm 1990. Green Day đã nhận được 6 giải từ 9 đề cử.
| 2005                           |           |
| American Idiot                 |           |
| Album của năm                  | Đề cử     |
| Green Day                      |           |
| Nghệ sĩ của năm                | Đề cử     |
| Album của năm                  | Đoạt giải |
| Nhóm nhạc Pop của năm          | Đoạt giải |
| Top 100 Nhóm nhạc của năm      | Đoạt giải |
| Nghệ sĩ Rock của năm           | Đoạt giải |
| Nghệ sĩ Rock Hiện đại của năm  | Đoạt giải |
| "Boulevard of Broken Dreams"   |           |
| Bài hát Digital của năm        | Đề cử     |
| Ca khúc Rock của năm           | Đoạt giải |
| 2013                           |           |
| Green Day                      |           |
| Top Nghệ sĩ Rock xuất sắc nhất | Đề cử     |

## Giải BRIT
Giải BRIT là giải thưởng thường niên hàng năm của Hiệp Hội Công nghiệp Thu Âm Anh. Green Day thắng 3 giải trong 4 lần đề cử.
| 1996                            |           |
| Green Day                       |           |
| Nhóm nhạc Quốc tế xuất sắc nhất | Đoạt giải |
| 2005                            |           |
| Green Day                       |           |
| Nhóm nhạc Quốc tế xuất sắc nhất | Đề cử     |
| 2006                            |           |
| Green Day                       |           |
| Nhóm nhạc Quốc tế xuất sắc nhất | Đoạt giải |
| American Idiot                  |           |
| Album Quốc tế xuất sắc nhất     | Đoạt giải |

## Giải ECHO
Giải ECHO là giải thưởng âm nhạc của Đức được trao hàng năm bởi Deutsche Phono-Akademie (Một Hiệp Hội Công ty Thu Âm). Green Day đã thắng 1 giải sau 2 lần đề cử.
| 2005                                             |           |
| Green Day                                        |           |
| Nhóm nhạc Quốc tế xuất sắc nhất                  | Đoạt giải |
| 2013                                             |           |
| Uno!                                             |           |
| Nhóm nhạc Quốc tế Alternative Rock xuất sắc nhất | Đề cử     |

## Giải Âm nhạc Esky
Giải Âm nhạc Esky là giải thưởng được trao hàng năm bởi tạp chí Esquire. Green Day đã nhận được một giải thưởng duy nhất.
| 2006                   |           |
| Green Day              |           |
| Ban nhạc xuất sắc nhất | Đoạt giải |

## Giải Grammy
Giải Grammy là giải thưởng danh giá nhất của lĩnh vực âm nhạc, được trao hàng năm bởi Viện Hàn Lâm Nghệ thuật & Thu Âm Hoa Kỳ. Green Day đã thắng 7 giải trong 20 lần đề cử.
| Năm  | Đề cử / Tác phẩm                                     | Giải thưởng                                      | Kết quả   |
| ---- | ---------------------------------------------------- | ------------------------------------------------ | --------- |
| 1995 | Green Day                                            | Nghệ sĩ mới xuất sắc nhất                        | Đoạt giải |
| 1995 | "Basket Case"                                        | Trình diễn Song ca/ Nhóm nhạc Rock xuất sắc nhất | Đề cử     |
| 1995 | "Longview"                                           | Trình diễn Hard Rock xuất sắc nhất               | Đề cử     |
| 1995 | Dookie                                               | Album Alternative xuất sắc nhất                  | Đoạt giải |
| 1997 | "Walking Contradiction"                              | Video ca nhạc hình thái ngắn xuất sắc nhất       | Đề cử     |
| 2000 | "Espionage"                                          | Trình diễn nhạc khí Rock xuất sắc nhất           | Đề cử     |
| 2005 | American Idiot                                       | Album của năm                                    | Đề cử     |
| 2005 | American Idiot                                       | Album Rock xuất sắc nhất                         | Đoạt giải |
| 2005 | "American Idiot"                                     | Thu âm của năm                                   | Đề cử     |
| 2005 | "American Idiot"                                     | Trình diễn Song ca/ Nhóm nhạc Rock xuất sắc nhất | Đề cử     |
| 2005 | "American Idiot"                                     | Bài hát Rock hay nhất                            | Đề cử     |
| 2005 | "American Idiot"                                     | Video ca nhạc hình thái ngắn xuất sắc nhất       | Đề cử     |
| 2006 | "Boulevard of Broken Dreams"                         | Thu âm của năm                                   | Đoạt giải |
| 2007 | "The Saints Are Coming" (với U2)                     | Trình diễn Song ca/ Nhóm nhạc Rock xuất sắc nhất | Đề cử     |
| 2008 | "Working Class Hero"                                 | Trình diễn Song ca/ Nhóm nhạc Rock xuất sắc nhất | Đề cử     |
| 2010 | "21 Guns"                                            | Trình diễn Song ca/ Nhóm nhạc Rock xuất sắc nhất | Đề cử     |
| 2010 | "21 Guns"                                            | Bài hát Rock hay nhất                            | Đề cử     |
| 2010 | 21st Century Breakdown                               | Album Rock xuất sắc nhất                         | Đoạt giải |
| 2011 | American Idiot: The Original Broadway Cast Recording | Album nhạc kịch xuất sắc nhất                    | Đoạt giải |
| 2014 | ¡Cuatro!                                             | Video nhạc phim Xuất sắc nhất                    | Đề cử     |

## Giải Gold Disc Nhật Bản
Giải Gold Disc Nhật Bảnlà một giải thưởng thường niên của Hiệp hội công nghiệp thu âm Nhật Bản bắt đầu từ 1987. Green Day đã nhận được một giải.
| Năm  | Đề cử / Tác phẩm | Giải thưởng                             | Kết quả   |
| ---- | ---------------- | --------------------------------------- | --------- |
| 2005 | American Idiot   | Tốp 10 Album Rock & Pop quốc tế của năm | Đoạt giải |

## Juno Awards
The Juno Awards is a Canadian awards ceremony presented annually by the Canadian Academy of Recording Arts and Sciences. Green Day has received one award.
| Năm          | Đề cử / Tác phẩm | Giải thưởng                          | Kết quả   |
| ------------ | ---------------- | ------------------------------------ | --------- |
| Bản mẫu:Juno | American Idiot   | Best International Album of the Year | Đoạt giải |

## Kerrang!Giải
The Kerrang!Giải is an annual awards ceremony held by Kerrang!, a British rock magazine. Green Day has received four awards from ten nominations.
| Năm  | Đề cử / Tác phẩm       | Giải thưởng                 | Kết quả   |
| ---- | ---------------------- | --------------------------- | --------- |
| 2001 | Green Day              | Classic Songwriter          | Đoạt giải |
| 2001 | Green Day              | Best International Live Act | Đề cử     |
| 2001 | Green Day              | Best Band in the World      | Đề cử     |
| 2004 | Green Day              | Hall of Fame                | Đoạt giải |
| 2005 | Green Day              | Best Band on the Planet     | Đoạt giải |
| 2005 | Green Day              | Best Live Band              | Đoạt giải |
| 2005 | "American Idiot"       | Best Single                 | Đề cử     |
| 2005 | "Holiday"              | Best Video                  | Đề cử     |
| 2006 | "Jesus of Suburbia"    | Best Video                  | Đề cử     |
| 2009 | Green Day              | Best International Band     | Đề cử     |
| 2009 | 21st Century Breakdown | Best Album                  | Đề cử     |
| 2010 | Green Day              | Best International Band     | Đề cử     |
| 2010 | Green Day              | Best Live Band              | Đề cử     |

## Meteor Music Awards
The Meteor Music Awards are the national music awards of Ireland. They have been held every year since 2001 and are promoted by MCD Productions. Green Day has received one nomination.
| Năm  | Đề cử / Tác phẩm | Giải thưởng           | Kết quả |
| ---- | ---------------- | --------------------- | ------- |
| 2006 | "Oxegen 2005"    | Best Live Performance | Đề cử   |

## MTV

### Los Premios MTV Latinoamérica
Los Premios MTV Latinoamérica is the Latin American version of the MTV Video Music Awards. Green Day has received three awards.
| Năm  | Đề cử / Tác phẩm       | Giải thưởng                   | Kết quả   |
| ---- | ---------------------- | ----------------------------- | --------- |
| 2005 | Green Day              | Best International Rock Group | Đoạt giải |
| 2009 | Green Day              | Best International Rock Group | Đoạt giải |
| 2009 | Green Day in Rock Band | Best Music in a Video Game    | Đoạt giải |

### MTV Asia Awards
The MTV Asia Awards is an annual Asian awards ceremony established in 2002 by the MTV television network. Green Day has received one award from two nominations.
| Năm  | Đề cử / Tác phẩm                 | Giải thưởng       | Kết quả   |
| ---- | -------------------------------- | ----------------- | --------- |
| 2006 | Green Day                        | Favorite Rock Act | Đoạt giải |
| 2006 | "Wake Me Up When September Ends" | Favorite Video    | Đề cử     |

### MTV Australia Awards
The MTV Australia Awards is an annual Australian awards ceremony established in 2005 by the MTV television network. Green Day has received three awards from five nominations.
| Năm  | Đề cử / Tác phẩm                 | Giải thưởng       | Kết quả   |
| ---- | -------------------------------- | ----------------- | --------- |
| 2005 | Green Day                        | Best Group        | Đoạt giải |
| 2005 | "American Idiot"                 | Best Rock Video   | Đoạt giải |
| 2006 | "Wake Me Up When September Ends" | Video of the Year | Đề cử     |
| 2006 | "Wake Me Up When September Ends" | Best Rock Video   | Đề cử     |
| 2006 | Green Day                        | Best Group        | Đoạt giải |

### MTV Video Music Brazil Awards
The MTV Video Music Brasil is an annual Brazilian awards ceremony established by the MTV Brasil television network.
| Năm  | Đề cử / Tác phẩm | Giải thưởng               | Kết quả |
| ---- | ---------------- | ------------------------- | ------- |
| 2009 | Green Day        | Best International Artist | Đề cử   |
| 2010 | Green Day        | Best International Artist | Đề cử   |

### MTV Europe Music Awards
The MTV Europe Music Awards is an annual awards ceremony established in 1994 by MTV Europe. Green Day has received four awards from fourteennominations.
| Năm  | Đề cử / Tác phẩm | Giải thưởng                  | Kết quả   |
| ---- | ---------------- | ---------------------------- | --------- |
| 2005 | American Idiot   | Best Album                   | Đoạt giải |
| 2005 | Green Day        | Best Rock                    | Đoạt giải |
| 2005 | Green Day        | Best Group                   | Đề cử     |
| 2008 | Green Day        | Best Act Ever                | Đề cử     |
| 2009 | Green Day        | Best Group                   | Đề cử     |
| 2009 | Green Day        | Best Live Act                | Đề cử     |
| 2009 | Green Day        | Best Rock                    | Đoạt giải |
| 2010 | Green Day        | Best World Stage Performance | Đề cử     |
| 2012 | Green Day        | Best Rock                    | Đề cử     |
| 2012 | Green Day        | Best North American Act      | Đề cử     |
| 2012 | Green Day        | Best Live Act                | Đề cử     |
| 2013 | Green Day        | Best Rock                    | Đoạt giải |
| 2013 | Green Day        | Best Live Act                | Đề cử     |
| 2013 | Green Day        | Best World Stage Performance | Đề cử     |

### MTV Movie Awards
The MTV Movie Awards is a film awards show presented annually on the MTV television network. Green Day has received one nomination.
| Năm  | Đề cử / Tác phẩm                         | Giải thưởng           | Kết quả |
| ---- | ---------------------------------------- | --------------------- | ------- |
| 1999 | "Nice Guys Finish Last" in Varsity Blues | Best Song from a Film | Đề cử   |

### MTV Pilipinas Music Awards
The MTV Pilipinas Music Awards is an annual music awards event held in the Philippines, established in 2006 by the MTV television network. Green Day has received one award.
| Năm  | Đề cử / Tác phẩm                 | Giải thưởng                  | Kết quả   |
| ---- | -------------------------------- | ---------------------------- | --------- |
| 2006 | "Wake Me Up When September Ends" | Favorite International Video | Đoạt giải |

### MTV TRL Awards
The TRL Awards is an annual music awards ceremony established in 2006 by MTV Italy. Green Day has received one award from three nominations.
| Năm  | Đề cử / Tác phẩm | Giải thưởng                        | Kết quả   |
| ---- | ---------------- | ---------------------------------- | --------- |
| 2006 | Green Day        | Best Band That Plays Instruments   | Đề cử     |
| 2006 | Green Day        | Countdown Killer                   | Đề cử     |
| 2006 | Green Day        | Roc Da Mic (Best Live Performance) | Đoạt giải |

### MTV Video Music Awards
The MTV Video Music Awards is an annual awards ceremony established in 1984 by MTV. Green Day has received eleven awards from 29 nominations.
| Năm  | Đề cử / Tác phẩm                    | Giải thưởng                        | Kết quả   |
| ---- | ----------------------------------- | ---------------------------------- | --------- |
| 1994 | "Longview"                          | Best Group Video                   | Đề cử     |
| 1994 | "Longview"                          | Best New Artist in a Video         | Đề cử     |
| 1994 | "Longview"                          | Best Alternative Video             | Đề cử     |
| 1995 | "Basket Case"                       | Best Group Video                   | Đề cử     |
| 1995 | "Basket Case"                       | Video of the Year                  | Đề cử     |
| 1995 | "Basket Case"                       | Best Hard Rock Video               | Đề cử     |
| 1995 | "Basket Case"                       | Best Alternative Video             | Đề cử     |
| 1995 | "Basket Case"                       | Breakthrough Video                 | Đề cử     |
| 1995 | "Basket Case"                       | Best Direction in a Video          | Đề cử     |
| 1995 | "Basket Case"                       | Best Editing in a Video            | Đề cử     |
| 1995 | "Basket Case"                       | Best Cinematography in a Video     | Đề cử     |
| 1995 | "Basket Case"                       | Viewer's Choice Award              | Đề cử     |
| 1996 | "Walking Contradiction"             | Best Group Video                   | Đề cử     |
| 1996 | "Walking Contradiction"             | Best Hard Rock Video               | Đề cử     |
| 1998 | "Good Riddance (Time of Your Life)" | Best Alternative Video             | Đoạt giải |
| 1998 | "Good Riddance (Time of Your Life)" | Viewer's Choice Award              | Đề cử     |
| 2005 | "Boulevard of Broken Dreams"        | Video of the Year                  | Đoạt giải |
| 2005 | "Boulevard of Broken Dreams"        | Best Group Video                   | Đoạt giải |
| 2005 | "Boulevard of Broken Dreams"        | Best Rock Video                    | Đoạt giải |
| 2005 | "Boulevard of Broken Dreams"        | Best Direction in a Video          | Đoạt giải |
| 2005 | "Boulevard of Broken Dreams"        | Best Editing in a Video            | Đoạt giải |
| 2005 | "Boulevard of Broken Dreams"        | Best Cinematography in a Video     | Đoạt giải |
| 2005 | "Boulevard of Broken Dreams"        | Best Art Direction in a Video      | Đề cử     |
| 2005 | "American Idiot"                    | Viewer's Choice Award              | Đoạt giải |
| 2006 | "Wake Me Up When September Ends"    | Best Rock Video                    | Đề cử     |
| 2007 | "The Saints Are Coming"             | Most Earthshattering Collaboration | Đề cử     |
| 2009 | "21 Guns"                           | Best Rock Video                    | Đoạt giải |
| 2009 | "21 Guns"                           | Best Direction                     | Đoạt giải |
| 2009 | "21 Guns"                           | Best Cinematography                | Đoạt giải |
| 2010 | "21st Century Breakdown"            | Best Special Effects               | Đề cử     |

### MTV Video Music Awards Japan
The MTV Video Music Awards Japan is a music awards show hosted annually by MTV Japan since 2002. Green Day has received two awards.
| Năm  | Đề cử / Tác phẩm                         | Giải thưởng              | Kết quả   |
| ---- | ---------------------------------------- | ------------------------ | --------- |
| 2006 | "Boulevard Of Broken Dreams"             | Best Rock Video          | Đoạt giải |
| 2007 | "The Saints Are Coming" (Green Day & U2) | Best Collaboration Video | Đoạt giải |
| 2010 | 21st Century Breakdown                   | Album of the Year        | Đề cử     |
| 2010 | "Know Your Enemy"                        | Best Rock Video          | Đề cử     |

### mtvU Woodie Awards
The mtvU Woodie Awards is an annual awards show sponsored by mtvU, a division of MTV Networks. Green Day has received two awards.
| Năm  | Đề cử / Tác phẩm | Giải thưởng       | Kết quả   |
| ---- | ---------------- | ----------------- | --------- |
| 2005 | Green Day        | Alumni Woodie     | Đoạt giải |
| 2009 | Green Day        | Performing Woodie | Đoạt giải |

## MuchMusic Video Awards
The MuchMusic Video Awards is an annual awards ceremony presented by the Canadian music video channel MuchMusic. Green Day has received two awards from eight nominations.
| Năm  | Đề cử / Tác phẩm                 | Giải thưởng                                    | Kết quả   |
| ---- | -------------------------------- | ---------------------------------------------- | --------- |
| 2005 | "Boulevard of Broken Dreams"     | Best International Group Video                 | Đề cử     |
| 2005 | "American Idiot"                 | Best International Group Video                 | Đề cử     |
| 2005 | Green Day                        | People's Choice: Favourite International Group | Đoạt giải |
| 2006 | "Wake Me Up When September Ends" | People's Choice: Favourite International Group | Đề cử     |
| 2006 | "Jesus of Suburbia"              | Best International Group Video                 | Đề cử     |
| 2006 | "Wake Me Up When September Ends" | Best International Group Video                 | Đoạt giải |
| 2009 | "Know Your Enemy"                | Best International Group Video                 | Đề cử     |
| 2010 | "21 Guns"                        | Best International Group Video                 | Đề cử     |

## MVPA Awards
The MVPA Awards is an annual music awards show established by the Music Video Production Association in 1992. Green Day has received four awards from five nominations.
| Năm  | Đề cử / Tác phẩm                         | Giải thưởng            | Kết quả   |
| ---- | ---------------------------------------- | ---------------------- | --------- |
| 2005 | "Boulevard of Broken Dreams"             | Best Cinematography    | Đoạt giải |
| 2005 | "Boulevard of Broken Dreams"             | Rock Video of the Year | Đoạt giải |
| 2006 | "Wake Me Up When September Ends"         | Best Colorist/Telecine | Đề cử     |
| 2007 | "The Saints Are Coming" (Green Day & U2) | Best Special Effects   | Đoạt giải |
| 2007 | "The Saints Are Coming" (Green Day & U2) | Rock Video of the Year | Đoạt giải |

## NARM Awards
The NARM Awards are presented annually by the National Association of Recording Merchandisers. Green Day has received one award.
| Năm  | Đề cử / Tác phẩm | Giải thưởng                    | Kết quả   |
| ---- | ---------------- | ------------------------------ | --------- |
| 2005 | Green Day        | Outstanding Artist of the Year | Đoạt giải |

## Nickelodeon Kids' Choice Awards
The Nickelodeon Kids' Choice Awards is an annual awards show organized by Nickelodeon. Green Day has received three awards.
| Năm  | Đề cử / Tác phẩm                 | Giải thưởng          | Kết quả   |
| ---- | -------------------------------- | -------------------- | --------- |
| 2005 | Green Day                        | Favorite Music Group | Đoạt giải |
| 2006 | Green Day                        | Favorite Music Group | Đoạt giải |
| 2006 | "Wake Me Up When September Ends" | Favorite Song        | Đoạt giải |

## NME Awards
The NME Awards is an annual music awards ceremony founded in 1953 by the music magazine NME (New Musical Express). Green Day has received four award from nine nominations.
| Năm  | Đề cử / Tác phẩm                         | Giải thưởng                   | Kết quả   |
| ---- | ---------------------------------------- | ----------------------------- | --------- |
| 2005 | American Idiot                           | Best Album                    | Đề cử     |
| 2005 | "American Idiot"                         | Best Video                    | Đoạt giải |
| 2006 | Green Day                                | Best International Band       | Đề cử     |
| 2006 | Green Day                                | Best Live Band                | Đề cử     |
| 2006 | Bullet in a Bible                        | Best Music DVD                | Đề cử     |
| 2010 | Green Day                                | Best International Band       | Đề cử     |
| 2010 | Green Day                                | Worst Band                    | Đề cử     |
| 2010 | 21st Century Breakdown                   | Worst Album                   | Đề cử     |
| 2010 | Billie Joe Armstrong                     | Hottest Man                   | Đề cử     |
| 2013 | Green Day secret set at Reading Festival | Best Music Moment of the Year | Đề cử     |

## People’s Choice Awards
The People's Choice Awards is an annual awards show created in 1975 by Bob Stivers and produced by Procter & Gamble. Green Day has received one award from three nominations.
| Năm  | Đề cử / Tác phẩm | Giải thưởng                    | Kết quả   |
| ---- | ---------------- | ------------------------------ | --------- |
| 2006 | Green Day        | Favorite Tour                  | Đề cử     |
| 2006 | Green Day        | Favorite Musical Group or Band | Đoạt giải |
| 2010 | Green Day        | Favorite Rock Band             | Đề cử     |
| 2013 | Green Day        | Favorite Band                  | Đề cử     |

## Premios 40 Principales
| Năm  | Đề cử / Tác phẩm               | Giải thưởng                 | Kết quả |
| ---- | ------------------------------ | --------------------------- | ------- |
| 2006 | Wake Me Up When September Ends | Mejor Canción Internacional | Đề cử   |

## Q Awards
The Q Awards are the UK's annual music awards established and run by the music magazine Q since 1990. Green Day has received five award from five nominations.
| Năm  | Đề cử / Tác phẩm             | Giải thưởng                 | Kết quả   |
| ---- | ---------------------------- | --------------------------- | --------- |
| 2005 | "Boulevard of Broken Dreams" | Best Video                  | Đề cử     |
| 2005 | Green Day                    | Best Live Act               | Đề cử     |
| 2005 | Green Day                    | Best Act in the World Today | Đề cử     |
| 2010 | Green Day                    | Best Act in the World Today | Đề cử     |
| 2010 | Green Day                    | Best Live Act               | Đoạt giải |

## Radio Music Awards
The Radio Music Awards is an annual awards show that honors the year's most successful songs on mainstream radio. Green Day has received five awards from eight nominations.
| Năm  | Đề cử / Tác phẩm             | Giải thưởng                                           | Kết quả   |
| ---- | ---------------------------- | ----------------------------------------------------- | --------- |
| 2005 | "Holiday"                    | Song of the Year/Alternative and Active Rock Radio    | Đề cử     |
| 2005 | Green Day                    | Artist of the Year/Adult Hit Radio                    | Đề cử     |
| 2005 | Green Day                    | Artist of the Year/ Alternative and Active Rock Radio | Đoạt giải |
| 2005 | Green Day                    | Artist of the Year/Rock Radio                         | Đoạt giải |
| 2005 | "Boulevard of Broken Dreams" | Song of the Year/Mainstream Hit Radio                 | Đề cử     |
| 2005 | "Boulevard of Broken Dreams" | Song of the Year/Alternative and Active Rock Radio    | Đoạt giải |
| 2005 | "Boulevard of Broken Dreams" | Song of the Year/Adult Hit Radio                      | Đoạt giải |
| 2005 | "Boulevard of Broken Dreams" | Song of the Year/Rock Radio                           | Đoạt giải |

## Spike Video Game Awards
The Spike Video Game Awards is an awards show hosted by Spike TV. Green Day has received one award from two nominations.
| Năm  | Đề cử / Tác phẩm                      | Giải thưởng               | Kết quả   |
| ---- | ------------------------------------- | ------------------------- | --------- |
| 2004 | "American Idiot" in Madden NFL 2005   | Best Song in a Video Game | Đoạt giải |
| 2010 | "Basket Case" in Green Day: Rock Band | Best Song in a Video Game | Đề cử     |

## TEC Awards
The Technical Excellence & Creativity Awards are distributed annually by The Mix Foundation for Excellence in Audio. Green Day has received one award.
| Năm  | Đề cử / Tác phẩm | Giải thưởng                                   | Kết quả   |
| ---- | ---------------- | --------------------------------------------- | --------- |
| 2005 | "American Idiot" | Outstanding Record Production/Single or Track | Đoạt giải |

## Teen Choice Awards
The Teen Choice Awards is an annual awards show established in 1999 by the Fox Broadcasting Company. Green Day has received seven nominations.
| Năm  | Đề cử / Tác phẩm             | Giải thưởng       | Kết quả   |
| ---- | ---------------------------- | ----------------- | --------- |
| 2005 | "Boulevard of Broken Dreams" | Choice Rock Track | Đoạt giải |
| 2005 | American Idiot               | Music Album       | Đề cử     |
| 2005 | Green Day                    | Music Rock Group  | Đề cử     |
| 2009 | "21st Century Breakdown"     | Music Album Group | Đề cử     |
| 2009 | Green Day                    | Music Rock Group  | Đề cử     |
| 2009 | "Know Your Enemy"            | Music Rock Track  | Đề cử     |
| 2010 | Green Day: Rock Band         | Best Videogame    | Đề cử     |

## TMF Awards
The TMF Awards  are an annual television awards show broadcast live on TMF (The Music Factory) in Bỉ, the Hà Lan, and the UK. Green Day has received one award from four nominations.
| Năm  | Đề cử / Tác phẩm       | Giải thưởng                   | Kết quả   |
| ---- | ---------------------- | ----------------------------- | --------- |
| 2005 | Green Day              | Best International Rock Group | Đoạt giải |
| 2009 | 21st Century Breakdown | Best International Album      | Đề cử     |
| 2009 | Green Day              | Best International Rock Group | Đề cử     |
| 2009 | "21 Guns"              | Best International Video      | Đề cử     |

## TRL Awards
The Italian TRL Awards (from the TV Programme TRL Italy) were established in 2006 by MTV Italy to celebrate the most popular artists and music videos in Italy.
| Năm  | Đề cử / Tác phẩm | Giải thưởng            | Kết quả |
| ---- | ---------------- | ---------------------- | ------- |
| 2010 | Green Day        | Best International Act | Đề cử   |

## USA's Character Approved Awards
| Năm  | Đề cử / Tác phẩm | Giải thưởng                                 | Kết quả   |
| ---- | ---------------- | ------------------------------------------- | --------- |
| 2010 | Green Day        | USA's Character Approved Award for Musician | Đoạt giải |

## World Music Awards
The World Music Awards is an international awards show founded in 1989 that annually honors recording artists based on worldwide sales figures provided by the International Federation of the Phonographic Industry (IFPI). Green Day has received one awards from 4 nominations.
| Năm  | Đề cử / Tác phẩm | Giải thưởng                      | Kết quả   |
| ---- | ---------------- | -------------------------------- | --------- |
| 2005 | Green Day        | World's Best Selling Rock Act    | Đề cử     |
| 2006 | Green Day        | World's Best Selling Rock Artist | Đề cử     |
| 2012 | Green Day        | World's Best Group               | Đề cử     |
| 2012 | Dos!             | World's Best Album               | Đoạt giải |

## XM Nation Music Awards
Awarded annually by XM Satellite Radio since 2005, the XM Nation Music Awards "honor some of the most talented and interesting musicians today." Green Day has received one award from two nominations.
| Năm  | Đề cử / Tác phẩm | Giải thưởng                                  | Kết quả   |
| ---- | ---------------- | -------------------------------------------- | --------- |
| 2005 | Green Day        | "XM Now" - Most Important Established Artist | Đề cử     |
| 2005 | Green Day        | Rock Artist of the Year                      | Đoạt giải |

## California Music Awards
The California Music Awards (formerly known as the Bammy Awards) is an annual awards ceremony established in 1978 by BAM (Bay Area Music) magazine  editor Dennis Erokan. Green Day has received seventeen awards out of seventeen nominations.
| Năm  | Đề cử / Tác phẩm   | Giải thưởng                     | Kết quả   |
| ---- | ------------------ | ------------------------------- | --------- |
| 2001 | Green Day          | Artist of the Year              | Đoạt giải |
| 2001 | Green Day          | Outstanding Group               | Đoạt giải |
| 2001 | Green Day          | Outstanding Male Vocalist       | Đoạt giải |
| 2001 | Green Day          | Outstanding Bassist             | Đoạt giải |
| 2001 | Green Day          | Outstanding Drummer             | Đoạt giải |
| 2001 | Green Day          | Outstanding Songwriter          | Đoạt giải |
| 2001 | Warning            | Outstanding Album               | Đoạt giải |
| 2001 | Warning            | Outstanding Punk Rock/Ska Album | Đoạt giải |
| 2002 | Green Day          | Outstanding Group               | Đoạt giải |
| 2003 | Green Day          | Artist of the Year              | Đoạt giải |
| 2003 | Green Day          | Outstanding Group               | Đoạt giải |
| 2003 | Green Day          | Outstanding Guitarist           | Đoạt giải |
| 2003 | Green Day          | "Spirit of Rock" Award          | Đoạt giải |
| 2004 | "I Fought the Law" | Most Downloaded Song            | Đoạt giải |
| 2004 | Green Day          | Outstanding Bassist             | Đoạt giải |
| 2004 | Green Day          | Outstanding Drummer             | Đoạt giải |
| 2004 | Green Day          | Outstanding Male Vocalist       | Đoạt giải |

## Miscellaneous Awards
| Year | Nominated Work                                   | Award                                                     | Presented By         |
| ---- | ------------------------------------------------ | --------------------------------------------------------- | -------------------- |
| 1994 | Green Day                                        | Top Singles Artists of 1994 (#48)                         |                      |
| 1994 | "Longview"                                       | Best Singles of 1994 (#3)                                 | Rolling Stone        |
| 1994 | Dookie                                           | Best Albums of 1994 (Readers Choice) (#1)                 | Rolling Stone        |
| 1994 | "Basket Case"                                    | Best Singles of 1994 (Readers Choice) (#5)                | Rolling Stone        |
| 1997 | Green Day ~ The Cricketers, Wigan December, 1991 | 100 Greatest Gigs of All Time (#76)                       | Kerrang!             |
| 1998 | Dookie                                           | 100 Albums You Must Hear Before You Die (#33)             | Kerrang!             |
| 1998 | Green Day                                        | Top Singles Artists of 1998 (#49)                         |                      |
| 1999 | "Basket Case"                                    | 100 Greatest Music Videos Ever Made (#100)                | MTV                  |
| 2000 | Green Day                                        | Top Singles Artists of 2000 (#179)                        |                      |
| 2003 | Dookie                                           | 50 Most Influential Albums of All Time (#5)               | Kerrang!             |
| 2003 | "Good Riddance (Time of Your Life)"              | 100 Best Songs of the Past 25 Years (#78)                 | VH1                  |
| 2004 | Dookie                                           | 500 Greatest Albums of All Time (#193)                    | Rolling Stone        |
| 2004 | "American Idiot"                                 | 500 Greatest Songs of All Time (#432)                     | Rolling Stone        |
| 2004 | American Idiot                                   | Best Albums of 2004 (#9)                                  | Rolling Stone        |
| 2004 | American Idiot                                   | Best Albums of 2004 (Readers Choice (#2)                  | Rolling Stone        |
| 2004 | Green Day                                        | Top Singles Artists of 2004 (#147)                        |                      |
| 2005 | "Boulevard Of Broken Dreams"                     | Top Pop Songs of 2005 (#7)                                |                      |
| 2005 | "Holiday"                                        | Top Pop Songs of 2005 (#38)                               |                      |
| 2005 | "Wake Me Up When September Ends"                 | Top Pop Songs of 2005 (#39)                               |                      |
| 2005 | Green Day                                        | Top Pop Singles Artists of 2005 (#6)                      |                      |
| 2006 | Dookie                                           | 100 Greatest Albums 1985-2005 (#44)                       | Spin                 |
| 2006 | Green Day                                        | Top Singles Artists of 2006 (#123)                        |                      |
| 2007 | "Good Riddance (Time of Your Life)"              | 100 Greatest Songs of the 90's (#37)                      | VH1                  |
| 2007 | Dookie                                           | Definitive 200 (#50)                                      | NARM                 |
| 2007 | American Idiot                                   | Definitive 200 (#61)                                      | NARM                 |
| 2008 | "Boulevard of Broken Dreams"                     | Top 100 Songs of the 2000s So Far (#59)                   |                      |
| 2008 | Dookie                                           | Top 90 Albums of the 90s (#53)                            | Spin                 |
| 2008 | American Idiot                                   | 100 Best Albums from 1983 to 2008 (#6)                    | Entertainment Weekly |
| 2009 | "Good Riddance (Time of Your Life)"              | Hottest 100 of All Time (#75)                             | Triple J             |
| 2009 | 21st Century Breakdown                           | Reader's Choice: Best 50 Albums of the 21st Century (#17) | Kerrang!             |
| 2009 | American Idiot                                   | Reader's Choice: Best 50 Albums of the 21st Century (#1)  | Kerrang!             |
| 2009 | American Idiot                                   | 100 Greatest Rock Albums of All Time (#13)                | Kerrang!             |
| 2009 | "Boulevard of Broken Dreams"                     | Reader's Choice: Top Singles of the Decade (#1)           | Rolling Stone        |
| 2009 | "American Idiot"                                 | Reader's Choice: Top Singles of the Decade (#13)          | Rolling Stone        |
| 2009 | American Idiot                                   | Reader's Choice: Top Albums of the Decade (#1)            | Rolling Stone        |
| 2009 | Green Day                                        | Reader's Choice:Top Artists of the Decade (#1)            | Rolling Stone        |
| 2009 | American Idiot                                   | 100 Best Albums of the Decade (#22)                       | Rolling Stone        |
| 2009 | "Boulevard of Broken Dreams"                     | 100 Best Songs of the Decade (#65)                        | Rolling Stone        |
| 2009 | "American Idiot"                                 | 100 Best Songs of the Decade (#47)                        | Rolling Stone        |
| 2009 | 21st Century Breakdown                           | Best Albums of 2009 (#5)                                  | Rolling Stone        |
| 2009 | Green Day                                        | Best of the 2000s Artists of the Decade (#61)             | Billboard            |
| 2009 | American Idiot                                   | Best of the 2000s Billboard 200 Albums (#30)              | Billboard            |
| 2009 | Green Day                                        | Best of the 2000s Hot 100 Artists (#67)                   | Billboard            |
| 2010 | Dookie                                           | 125 Best Albums of the Past 25 years (#42)                | Spin                 |
| 2010 | American Idiot                                   | 125 Best Albums of the Past 25 years (#119)               | Spin                 |
| 2010 | Green Day                                        | 100 Greatest Artists of All Time (#91)                    | VH1                  |
| 2012 | ¡Uno!                                            | Best albums of 2012 (#08)                                 | Rolling Stone        |